# أوكتافيا والدو
أوكتافيا والدو (بالإنجليزية: Octavia Waldo)‏ (1929)؛ كاتِبة، فنانة وروائية أمريكية. درست في جامعة تمبل.